# تیبو وایت
تیبو وایت (فرانسوی: Thibaut Vallette‎؛ زادهٔ ۱۸ ژانویهٔ ۱۹۷۴) ورزشکار سوارکاری اهل فرانسه است.
وی همچنین برندهٔ جوایزی همچون لژیون دونور (شوالیه) شده‌است.
وی در مسابقات کشوری و بین‌المللی در مجموع برندهٔ ۱ مدال طلا، ۳ مدال برنز شده‌است.